# Козьмодемьянск (посёлок, Ярославская область)
Козьмодемья́нск — посёлок  в Ярославском районе Ярославской области России. 
В рамках организации местного самоуправления входит в Курбское сельское поселение; в рамках административно-территориального устройства включается в Меленковский сельский округ в качестве его центра. 

## География
Находится в центральной части области, в зоне хвойно-широколиственных лесов, при автодороге 78Н-0932, 7 километрах к юго-западу от южной границы города Ярославля. Посёлок делит пополам железнодорожная ветка.

### Уличная сеть
Улицы: 
- 1-я Привокзальная
- 2-я Привокзальная
- Запрудная
- Лесная
- Октябрьская
- Победы
- Полевая
- Центральная
- ЯСХТ

### Климат
Климат характеризуется как умеренно континентальный, с умеренно холодной зимой и относительно тёплым влажным летом. Среднегодовая температура воздуха — +3,5 °C. Средняя температура воздуха самого холодного месяца (января) — −11,1 °C (абсолютный минимум — −46 °C); самого тёплого месяца (июля) — +18,2 °C (абсолютный максимум — +38 °C). Безморозный период длится около 214 дней. Годовое количество атмосферных осадков составляет около 646 миллиметров, из которых большая часть (около 70 %) выпадает в тёплый период. Устойчивый снежный покров держится около 151 дня. Среднегодовая скорость ветра — 4,7 м/с.

## История
С 2001 года административный центр Меленковского сельсовета. Постановлением Государственной Думы Ярославской области от 31.10.2001 № 239 административный центр был перенесён из деревни Меленки в посёлок Козьмодемьянск.

## Население
| 2007 | 2010  |
| ---- | ----- |
| 1687 | ↘1446 |

По переписи 1989 года в посёлке проживало 1907 человек.
По переписи 2002 года в посёлке проживало 1715 человек.
По оценке на 2008 год в посёлке проживало 1680 человек.
По переписи 2010 года население составило 1446 человек, в том числе 626 мужчин и 820 женщин.
По оценке на 2021 года население посёлка составило 1347 человек.

## Инфраструктура
- Козьмодемьянский филиал ГПОУ ЯО Великосельский аграрный колледж (бывш. Мышкинский сельскохозяйственный техникум (1931-1952), Ярославский совхоз-техникум (1952-1992), Ярославский сельскохозяйственный техникум (1992-2009), Ярославский аграрно-политехническии колледж (2009-2014))
- Железнодорожная станция Козьмодемьянск Северной железной дороги (направление Москва-Ярославль), названа по близлежащему селу Козьмодемьянск; вокруг неё и возник посёлок.
- Почтовое отделение №150525[10]
- Козьмодемьянская основная школа
- Козьмодемьянский дом культуры и спорта
- Столовая
- Четыре продуктовых магазина
- Детский сад № 19 «Берёзка»
- Амбулатория (филиал Ярославской центральной районной больницы)[11]

В советское время существовала ферма и окружная железная дорога, соединяющая посёлок со станцией Тенино.

## Памятники[13]
- Вечная слава героям, павшим за честь и независимость нашей Родины
- Воинам-землякам, павшим в годы Великой Отечественной войны
- Стела «Вечная слава героям, павшим за честь и независимость нашей Родины»

## Транспорт
Козьмодемьянск расположен в 2,8 км от Московского шоссе автодороги «Ярославль — Шопша» и в 4,6 км от Ярославского шоссе автодороги М-8 «Холмогоры». До посёлка идёт асфальтовая дорога.
Действует железнодорожная станция, обслуживаемая электричками до Ярославля, Рязанцево, Филино, Александрова, Ростова.